# Челоянц, Джеван Крикорович
Джива́н Григо́рович Челоя́нц (арм. Ջիվան Գրիգորի Չելոյանց, род. 25 июля 1959, Грозный) — вице-президент ОАО «Лукойл» (1993—2011), лауреат премии Правительства Российской Федерации в области науки и техники (2007), Заслуженный работник нефтяной и газовой промышленности Российской Федерации (1998). Акционер ереванского футбольного клуба «Урарту».
До ноября 2015 года являлся акционером и бывшим членом Совета директоров футбольного клуба «Спартак» Москва.

## Биография
Дживан Челоянц родился в 1959 году в городе Грозном. По окончании Грозненского нефтяного института (1981) был распределён в управление «Нижневартовскнефть».
Трудовая биография Дживана Челоянца включает работу оператором по добыче нефти и газа, старшим технологом, затем — начальником цеха управления «Урьевнефть». В конце 1980-х занял пост директора коммерческого центра Чечено-Ингушского территориального управления Госснаба СССР.
Следующий этап вновь связан с работой в Западной Сибири: в 1990—1993 годах Дживан Григорович курировал внешнеэкономическое направление в только что созданном акционерном обществе «Лукойл-Лангепаснефтегаз». Как один из участников открытия Урьевского месторождения был награждён медалью «За освоение недр и развитие нефтегазового комплекса Западной Сибири» и удостоен звания «Почётный житель Лангепаса».
В 1993 году Челоянц стал вице-президентом ОАО «Лукойл». Зоной его ответственности были сначала международные связи, морские и зарубежные проекты; позже он последовательно возглавлял Управление по добыче нефти и газа (2001—2007) и Главное техническое управление (2007—2010).

## Реализация проектов
В 2000-х годах Джеван Крикорович непосредственно участвовал в реализации некоторых значимых проектов — таких, к примеру, как разработка Кравцовского месторождения в Калининградской области.
В 2003 году Челоянц и первый заместитель главы Ненецкого АО подписали протокол о совместной программе геологоразведочных работ, позволяющей компании «Лукойл» удвоить нефтедобычу на территории округа и дать новые рабочие места его жителям.
Челоянц был одним из инициаторов геологического изучения российской части шельфа Азовского моря
. Кроме того, в его «активе» — проект по освоению ресурсов Каспийского шельфа на участке «Центральная».

## Премия Правительства РФ
В 2006 году Челоянц с коллегами представили в межведомственный совет по присуждению премий Правительства РФ работу под названием «Разработка и промышленное внедрение рациональных комплексов геолого-геофизических исследований и экоэффективных технологий строительства морских скважин, обеспечивших открытие новой крупной нефтегазоносной субпровинции в российском секторе Каспийского моря и ускоренную подготовку сырьевой базы нефтегазодобычи».
В 2007 году вышло в свет постановление за подписью Михаила Фрадкова о том, что Джеван Челоянц стал лауреатом премии Правительства Российской Федерации в области науки и техники.

## Топ-списки
В 2007 году журнал «Финанс» опубликовал список 500 рублёвых российских миллиардеров. Челоянц значился в этом перечне на 467-й строчке.
Почти одновременно он был включён в составленный изданием «Коммерсантъ» «топ-60» — список самых богатых людей России; на тот момент доля Челоянца в уставном капитале «Лукойла» составляла 0,1 %, а акционерный капитал оценивался в 76 миллионов долларов.

## Отставка
В начале 2011 года «Лукойл» оповестил общественность о некоторых кадровых изменениях. В частности, произошла реорганизация Главного технического управления, начальником которого был Челоянц. Джеван Крикорович ушёл в отставку.

## Работа в «Спартаке»

### Организационная деятельность
В состав Совета директоров клуба Дживан Григорович был включён в 2004 году — вскоре после того, как его коллега по ОАО «Лукойл» Леонид Федун купил контрольный пакет акций «Спартака». В течение ряда лет работа Челоянца в клубе оставалась вне медийного поля, хотя прессе было известно о некоторых его персональных действиях. Так, в 2004-м он предлагал Никите Симоняну занять пост президента ФК «Спартак», от которого тот, поразмыслив, отказался.
Уйдя в 2011 году на пенсию, Челоянц полностью сосредоточился на работе в клубе. Сферу своей деятельности он определяет как «организационную». К примеру, он вместе с генеральным директором прилетал на испанские сборы «Спартака», участвовал от имени клуба в заседаниях РФПЛ
 и Объединённого чемпионата России и Украины по футболу, чествовал бывших игроков красно-белой команды Андрея Тихонова, Сергея Родионова, Дмитрия Хлестова
.
Когда возникла дискуссия о том, стоит ли размещать над спартаковским ромбом 4 звезды (одна звезда приравнивается к пяти победам в первенстве страны), Джеван Крикорович публично поддержал ветеранов команды, требующих учитывать в этом вопросе и чемпионаты СССР
.
В начале 2015 году вышел из состава совета директоров московского клуба, а 13 ноября 2015 года вышел из состава акционеров клуба.

### Поддержка Академии «Спартака» имени Фёдора Черенкова
В рамках своей деятельности Челоянц персонально курирует Академию «Спартак» имени Фёдора Черенкова, готовящую игроков для основной команды. Для юных спартаковцев он выделяет именные стипендии, для их наставников — средства для санаторно-куротного лечения; при необходимости организует чартерные рейсы для вылета футболистов на гостевые матчи
.

### Кадровые решения
В СМИ периодически появляются версии о том, что Дживан Григорович лоббирует интересы армянских футболистов — так, при его непосредственном участии были организованы трансферы Араса Озбилиза и Юры Мовсисяна в «Спартак». Эту информацию в интервью «Советскому спорту» косвенно подтвердил Юра Мовсисян, признавшийся: «Да, он очень много сделал для того, чтобы переход состоялся». Сам Челоянц, однако, утверждает, что национальность Мовсисяна и Озбилиза при переходе не имела значения: «Юра и Арас игроки, профессиональный уровень которых соответствует „Спартаку“. Вот это и сыграло роль».
Точно так же он опроверг информацию о том, что «Спартак» готов был платить рекордную зарплату полузащитнику сборной Армении Генриху Мхитаряну: «Мы интересовались им, как и многие другие клубы, но до обсуждения цифр дело не дошло».
При рассмотрении отдельных кадровых вопросов Челоянц в Совете директоров оставался иногда в меньшинстве. Это, в частности, происходило, когда решались вопросы об отставках главных тренеров — Микаэля Лаудрупа (2009) и Валерия Карпина (2012).

Когда весной 2009 года уходил Лаудруп и Карпина назначили исполняющим обязанности главного тренера, единственным членом Совета директоров, высказавшимся против, был я. Все остальные были за. <…> Весной этого года единственным членом Совета директоров, кто был против того, чтобы Карпин покидал пост главного тренера, тоже был я. — — Дживан Челоянц
После того, как весной 2014 года Валерий Карпин второй раз ушёл в отставку, Челоянц в течение нескольких месяцев давал прессе комментарии относительно будущего главного тренера «Спартака». Фамилии менялись почти еженедельно: в перечне специалистов, которые потенциально могли занять место рулевого красно-белой команды, значились Станислав Черчесов, Миодраг Божович
, Роберто Манчини. Относительно возможного прихода в клуб Мурата Якина Джеван Крикорович отзывался уклончиво: «Мало ли кто и что пишет».
По мнению еженедельника «Футбол», Дживан Челоянц входит в число тех, кто «в сегодняшнем „Спартаке“ вершит судьбы».

## Дополнительные сведения
- Дживан Челоянц является соавтором вышедшей в «2000 году в издательстве Наука» книги «Интенсификация добычи нефти»[30].
- Женат, имеет трёх дочерей[31].

## Награды
- Орден «За заслуги перед Отечеством» II степени (24 сентября 2015 года, Армения) — за активную поддержку в организации и проведении мероприятий, посвящённых 100-летию Геноцида армян[32]
- Медаль ордена «За заслуги перед Отечеством» II степени (16 октября 2006 года) — за большой вклад в развитие нефтегазового комплекса, достигнутые трудовые успехи и многолетнюю добросовестную работу[33]
- Медаль «За освоение недр и развитие нефтегазового комплекса Западной Сибири»
- Заслуженный работник нефтяной и газовой промышленности Российской Федерации (31 мая 1998 года) — за большой вклад в развитие топливно-энергетического комплекса и многолетний добросовестный труд[34]
- Премия Правительства Российской Федерации в области науки и техники (22 февраля 2007 года) — за разработку и промышленное внедрение рациональных комплексов геолого-геофизических исследований и экоэффективных технологий строительства морских скважин, обеспечивших открытие новой крупной нефтегазоносной субпровинции в российском секторе Каспийского моря и ускоренную подготовку сырьевой базы нефтегазодобычи[35]